# Colotlán (kommun)
Colotlán är en kommun i Mexiko.   Den ligger i delstaten Jalisco, i den centrala delen av landet, 500 km nordväst om huvudstaden Mexico City. Antalet invånare är 17 557. Arean är 505 kvadratkilometer.
Terrängen i Colotlán är huvudsakligen kuperad, men åt sydost är den bergig.
Följande samhällen finns i Colotlán:
- Colotlán
- Las Golondrinas Fraccionamiento
- Santiago Tlatelolco
- Canoas de Arriba
- San Rafael del Refugio
- El Saucillo de los Pérez
- El Cerro
- Tulimic de Guadalupe